# Wilderswil
Wilderswil je obec v okrese Interlaken-Oberhasli v kantonu Bern ve Švýcarsku. Žije zde přibližně 2 700 obyvatel.

## Geografie

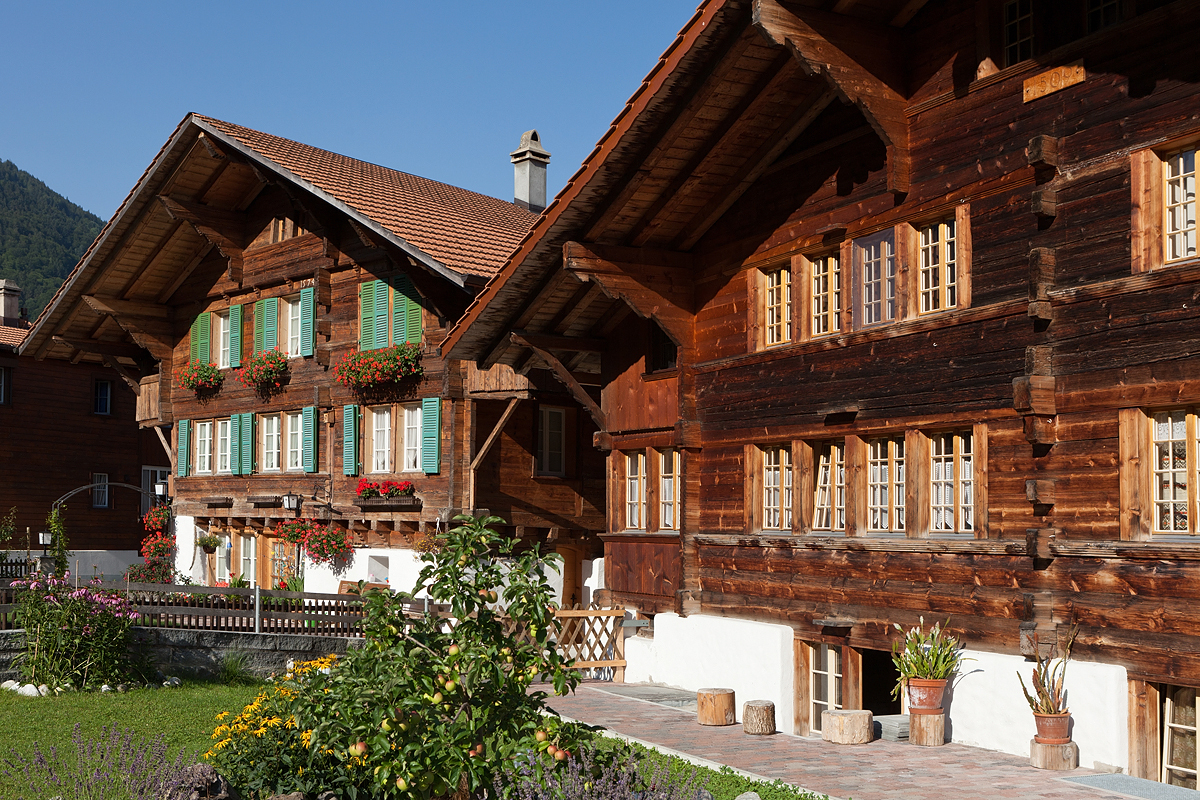
Tradiční architektura v obci

Obec leží v jižní části regionu Bödeli, při vstupu do údolí Lütschinental, které směřuje k úpatí hor Eiger, Mönch a Jungfrau, převážně na náplavovém kuželu vytvořeném potokem Saxetbach.
Katastr obce má rozlohu 13,2 km². 21,7 % plochy připadá na zemědělskou půdu, 55,9 % je zalesněno, 7,9 % je zastavěno a 14,5 % jsou řeky, ledovce a hory.
Nejvyšším bodem území obce je Sulegg na jižní straně Saxettalu s nadmořskou výškou 2413 m. Na západě zasahuje území obce do Birchizandu na Leissiggratu (1606 m n. m.) a na východě do náhodní plošiny Schynige Platte (2076 m n. m.).

## Historie

Letecký pohled (1952)

Oblast byla obydlena Alamany již kolem roku 600 n. l. a z této doby také pochází název. V roce 1895, při výkopech základů pro stavbu nového hotelu, bylo objeveno pohřebiště, ve kterém bylo nalezeno 15 hrobů, 18 koster a pohřební předměty.
První doložená zmínka o Wilderswilu je z roku 1224, obec byla dlouho ve správě farnosti Gsteig poblíž Interlakenu. Z tohoto místa pochází baron Rotenfluh-Wilderswil, baron Wädiswil, Weissenburg a Scharnachtal. V roce 1334 porazila bernská vojska místní posádku Weissenburských a Bern získal nadvládu nad tímto územím. V letech 1500–1515 přechází Wilderswil pod úplnou správu města Bern včetně místního zámku. Tato oblast byla známá i pod názvem Unspunnenfest (festival pasáků krav), v letech 1805–1808.
S nárůstem cestovního ruchu a výstavbou dráhy Berner Oberland-Bahn z Interlakenu do Lauterbrunnen, Grindelwaldu a Schynige Platte se charakter Wilderswilu postupně změnil a ze zemědělské obce se stal rekreačním střediskem.

## Obyvatelstvo
| Rok            | 1850 | 1880 | 1900 | 1930 | 1950 | 1980 | 1990 | 2000 | 2010 | 2015 | 2019 | 2023 |
| Počet obyvatel | 1145 | 1400 | 1554 | 1605 | 1669 | 1649 | 1918 | 2238 | 2501 | 2614 | 2669 | 2764 |

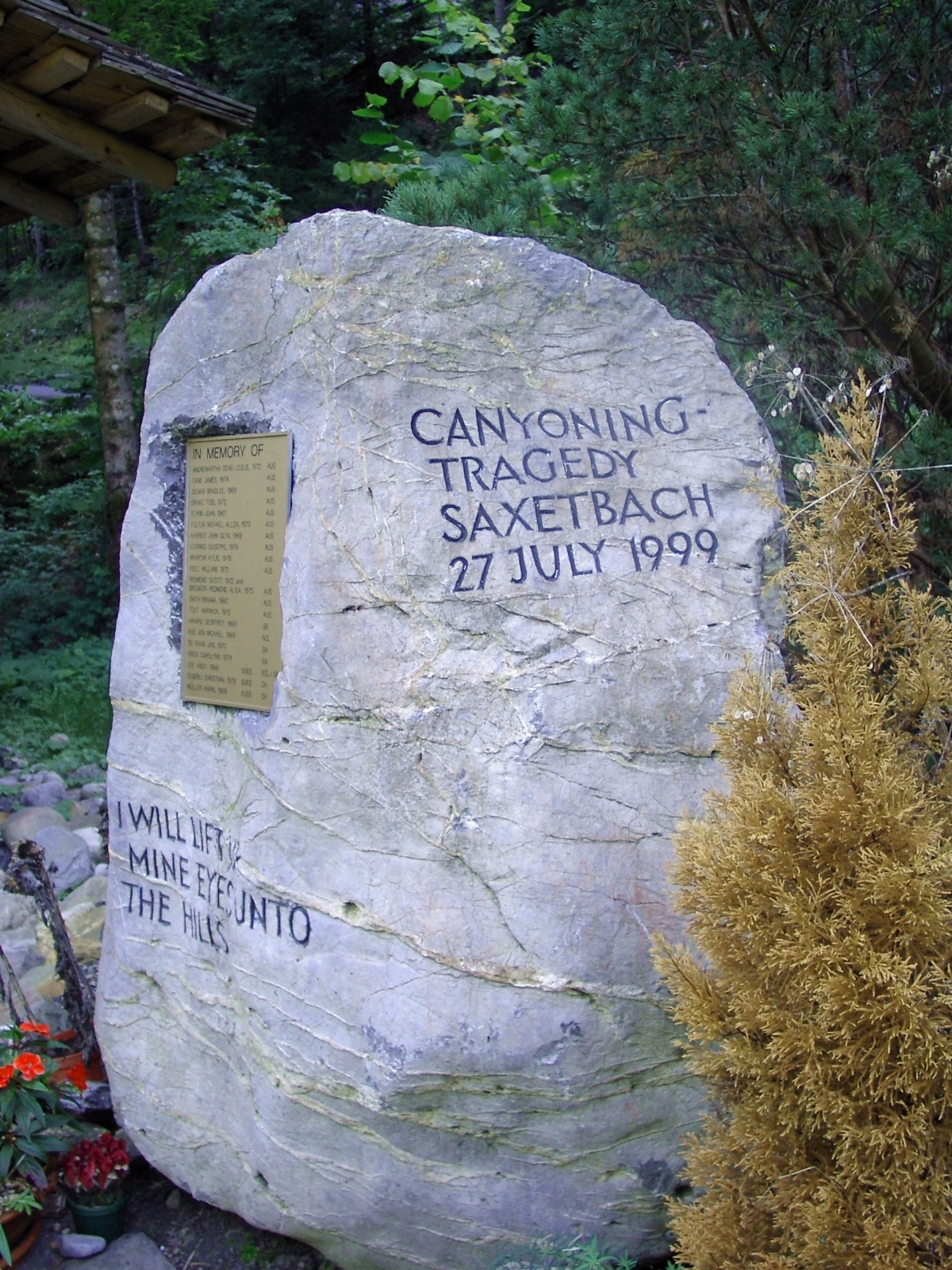
Pamětní kámen tragédie r. 1999

Většina populace mluví k roku 2000 německy (94,5 %), 1,0 % srbochorvatsky a 0,9 % italsky.
Ve volbách v roce 2007 byla nejúspěšnější stranou SVP s 35,4 % hlasů, FDP 18,4 %, SPS 16,7 % a Strana zelených 12,3 %.
Věkové složení obyvatelstva (r. 2000) je: děti a mládež (0-19 let) 25 % populace, dospělí (20-64 let) tvoří 59,6 % a senioři (nad 64 let) 15,5 %. V Wilderswilu je 78,7 % populace (mezi 25-64 lety věku) s vyšším vzděláním.

## Rekreace, turistika
Wilderswil (stejně jako Interlaken) je výchozím bodem pro výlety do oblasti Jungfrau/Jungfrauregionu, nebo obecněji Berner Oberland. Ve Wilderswilu je 16 hotelů, motelů a penzionů s 900 lůžky, apartmány s 300 lůžky a tábořiště pro letní aktivity.
V létě je možno vyjet ze stanice Wilderswil vlakem na Schynige Platte, vyhlídka do údolí, na jezera a okolní hory. Koupání a vodní sporty v blízkosti Thunského a Brienzského jezera. Pěší turistika po horách nebo v okolí obce. Turistická stezka na téma "Příroda a vlak" vede podél řeky Lütschine do obce Zweilütschinen. Extrémní sporty, jako je canyoning, paragliding a říční rafting.
Za pozornost stojí i pamětní kámen Saxetbachunglück, který připomíná tragickou událost canyoningu ze dne 27. července 1999 při které zahynulo 19 turistů.
V zimě je možno cestovat za lyžováním vlakem do Wengenu, Grindelwaldu, Mürrenu (cca 20–40 min.) a provozovat další zimní aktivity.

## Doprava

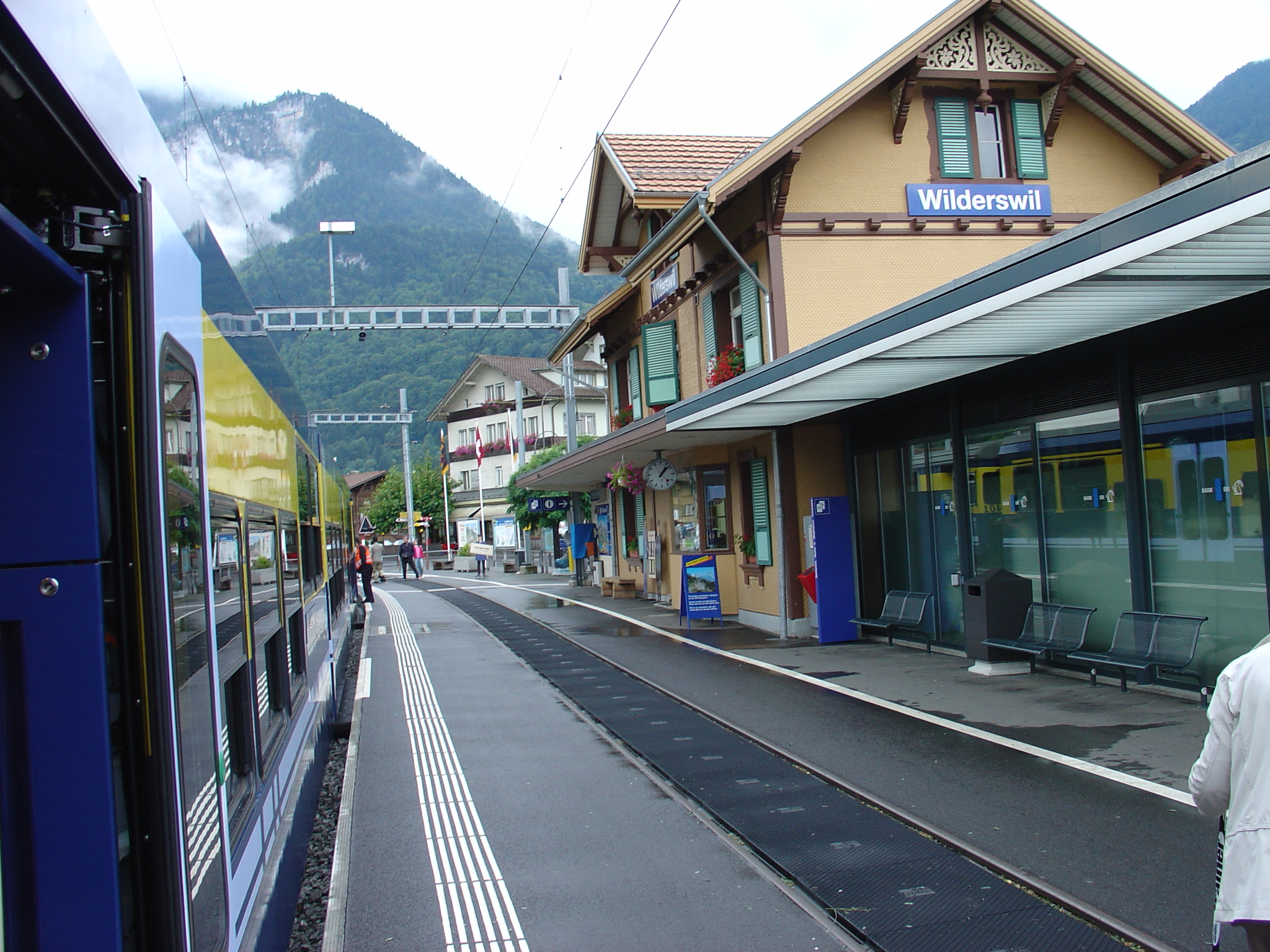
Wilderswil, nádraží BOB

Wilderswil je velmi dobře dostupný vlakem, autobusem i automobilovou dopravou. Obec se nachází několik kilometrů jižně od Interlakenu na dálnici A8. Až do otevření obchvatu v srpnu 2023 vedla středem obce hlavní silnice 221 z Interlakenu do Grindelwaldu a Lauterbrunnenu.
Od 1. července 1891 obsluhuje Wilderswil železniční trať Berner Oberland-Bahn (BOB) z Interlakenu přes Zweilütschinen do Grindelwaldu a Lauterbrunnenu.
Od 14. června 1893 je Wilderswil také výchozím bodem pro dráhu Schynige Platte Bahn (SPB), která vede až na planinu Schynige Platte.